# We Love Disney (franchise)
We Love Disney est une franchise musicale, créé par le Disney Music Group avec la collaboration d'Universal Music Group. La série d'albums édités sous cette franchise propose des reprises de chansons issues des productions de Walt Disney Pictures, réinterprétées par différents artistes. Le premier album de cette série est sorti en France en 2013. La franchise, initiée en France sous l’impulsion créative de Boualem Lamhene, a depuis été déclinée à l’international (Australie, États-Unis, Amérique Latine, Indonésie et en Italie).

## Histoire
Le groupe Disney a eu l'idée d'un album de reprises avec la collaboration du groupe Mercury/Universal.
L'album We Love Disney a pour but de rendre hommage à l'univers musical de la division Walt Disney Pictures grâce aux reprises de plusieurs chansons issues de ses films par des artistes français,. Le projet a été mené par le label Mercury/Universal, qui a développé son partenariat avec le Disney Music Group depuis le 20 mars 2013 en partageant les producteurs et compositeurs pour les artistes sous contrat et les futures productions Disney.
À la suite du succès commercial de ce premier album en France, Universal sort We Love Disney 2, un deuxième opus le 3 novembre 2014 et We Love Disney Best-Of, une compilation des deux albums.
La franchise s'exporte en Australie qui sort un album en novembre 2014 avec la participations d'artistes comme Dannii Minogue. En octobre 2015, c'est la version enregistrée pour les États-Unis qui sort. Produite par David Foster, président de Verve Records elle comprend des titres interprétés par Ne-Yo, Gwen Stefani, Ariana Grande, Jason Derulo, Fall Out Boy ou Jessie J.
En 2016, une version latine de ce projet voit le jour et comprend des titres interprétés par Eros Ramazzotti, Ana Torroja, Alejandro Fernández, Alejandro Sanz ou Belanova. Un nouvel opus consacré au Jazz, intitulé Jazz Loves Disney contenant 13 chansons sort le 18 novembre 2016.
Deux concerts Jazz Loves Disney sont prévus le 22 et 23 décembre 2018 à la Philharmonie de Paris.

## Albums
- 2013 : 
  - We Love Disney, France
- 2014 :
  - We Love Disney, Australie
  - We Love Disney 2, France
- 2015 :
  - We Love Disney, États-Unis
  - We Love Disney, Indonésie
  - We Love Disney, Italie
  - We Love Disney Best-Of, France
- 2016 :
  - We Love Disney, Amérique du sud
  - We Love Disney 3, France
  - Jazz Loves Disney, France
- 2017 :
  - Jazz Loves Disney 2 - a Kind of Magic, France
- 2019 :
  - We Love Disney, Suède
- 2021 :
  - Jazz Loves Disney (Deluxe), France

## Classement

### We Love Disney (2013)
| Classement (2013 - 2014) | Meilleure position |
| ------------------------ | ------------------ |
| Ultrapop 200 (Belgium)   | 2                  |
| Albums français          | 2                  |
| Albums suisses           | 8                  |

### We Love Disney (2014)
| Classement (2014)                 | Meilleure position |
| --------------------------------- | ------------------ |
| Classement des albums australiens | 66                 |

### We Love Disney (2015)
| Classement (2015)                 | Meilleure position |
| --------------------------------- | ------------------ |
| Australian Albums (ARIA)          | 54                 |
| Albums belges (Ultratop Flandres) | 44                 |
| Albums belges (Ultratop Wallonie) | 80                 |
| US Billboard 200                  | 8                  |